# Zeltenreuth
Zeltenreuth ist ein abgegangenes Dorf, das sich als Wüstung im Truppenübungsplatz Grafenwöhr von Bayern befindet. Zeltenreuth lag ca. 3,5 km südöstlich von Hopfenohe und etwa 6,5 km südöstlich von Auerbach in der Oberpfalz. Die Reste von Zeltenreuth werden als Bodendenkmal der Gemeinde Grafenwöhr unter der Aktennummer D-3-6336-0029 als „untertägige mittelalterliche und frühneuzeitliche Befunde in der Wüstung ‚Zeltenreuth‘“ erwähnt.

## Geschichte
Kaiser Heinrich II. hatte das Gebiet von Zeltenreuth 1007 für die Gründung des Bistums Bamberg gestiftet und Zeltenreuth wurde ein Bamberger Lehen. Die Höfe von Zeltenreuth und den halben Zehent hatte Gervicus von Than inne, das Klosters Michelfeld erwarb 1327 mit Genehmigung des Bischofs Heinrich II. von Sternberg diesen Anteil; nachdem die Pfarrei Hopfenohe ca. 1330/35 in das Kloster inkorporiert worden war, kamen auch die andere Hälfte von Zeltenreuth und die zweite Hälfte des Zehents an das Kloster Michelfeld. Auch die niedere Gerichtsbarkeit gehörte zum Kloster. Im Dreißigjährigen Krieg wurde den Bauern Hans Paulus und Peter Kradl am 7. April 1621 morgens ½ 8 Uhr von den Mansfeldschen Reitern auf freiem Felde die Pferde aus dem Pfluge gespannt und nach Hahnbach fortgetrieben. Die Höfe von Zeltenreuth wurden während Krieges noch des Öfteren geplündert und verwüstet.
Nach 1818 bildete Zeltenreuth zusammen mit Hebersreuth, Dorfgänlas, Fronhof und Sommerhau bis zur Ablösung 1938 die politische Gemeinde Kaundorf. Die vier Höfe und das Hirtenhaus von Zeltenreuth wurden 1938 vom Deutschen Staat abgelöst und ihre ehemaligen Bewohner und Inwohner verstreuten sich über ganz Bayern (z. B. Auerbach, Kirchseeon, Regensburg, Ingolstadt und Dornbach).